# 好水乡
好水乡，是中华人民共和国宁夏回族自治区固原市隆德县下辖的一个乡镇级行政单位。

## 行政区划
好水乡下辖以下地区：
水磨村、后海村、张银村、红星村、三星村、永丰村、中台村和庙湾村。